# 東北モトクロス選手権
東北モトクロス選手権（とうほくモトクロスせんしゅけん）は、日本モーターサイクルスポーツ協会東北支部（MFJ東北）が主催する東北地方最高峰のモトクロス選手権。